# Bjergsted (gemeente)
Bjergsted was tot 1 januari 2007 een gemeente in Denemarken. De oppervlakte bedroeg 138,62 km². De gemeente telde 8047 inwoners waarvan 4170 mannen en 3877 vrouwen (cijfers 2005).
De voormalige gemeente werd toegevoegd aan de gemeente Kalundborg.
Hoofdplaats was Svebølle.
Het gelijknamige gehucht Bjergsted telt minder dan 200 inwoners.